# Дивин (Республика Сербская)
Дивин (серб. Дивин / Divin) — село в общине Билеча Республики Сербской Боснии и Герцеговины. Население составляет 21 человек по переписи 2013 года.

## Образование
В селе есть школа имени Святого Савы.